# 丽人丽妆
丽人丽妆（上交所：605136）是中華人民共和國一家化妝品銷售公司，主要通過電子商務平台（天貓）以及抖音銷售其他品牌的化妝品。创始人是黄韬。公司成立于2007年。2020年9月，丽人丽妆在上交所上市。2022年，丽人丽妆净亏损1.39亿元，同比由盈转亏。